# Вико дел Гаргано
Вѝко дел Гарга̀но (на италиански: Vico del Gargano) е градче и община в Южна Италия, провинция Фоджа, регион Пулия. Разположен е на 445 m надморска височина. Населението на общината е 7807 души (към 2013 г.).